# Gare de Zillisheim
La gare de Zillisheim est une halte ferroviaire française de la ligne de Paris-Est à Mulhouse-Ville, située à proximité du village centre, sur le territoire de la commune de Zillisheim, dans le département du Haut-Rhin, en région Grand Est.
C'est une halte ferroviaire de la Société nationale des chemins de fer français (SNCF) desservie par des trains TER Grand Est.

## Situation ferroviaire
Établie à 261 m d'altitude, la gare de Zillisheim est située au point kilométrique (PK) 484,091 de la ligne de Paris-Est à Mulhouse-Ville, entre les gares d'Illfurth et de Flaxlanden.

## Histoire
En 2022, selon les estimations de la SNCF, la fréquentation annuelle de la gare est de 24 942 voyageurs.

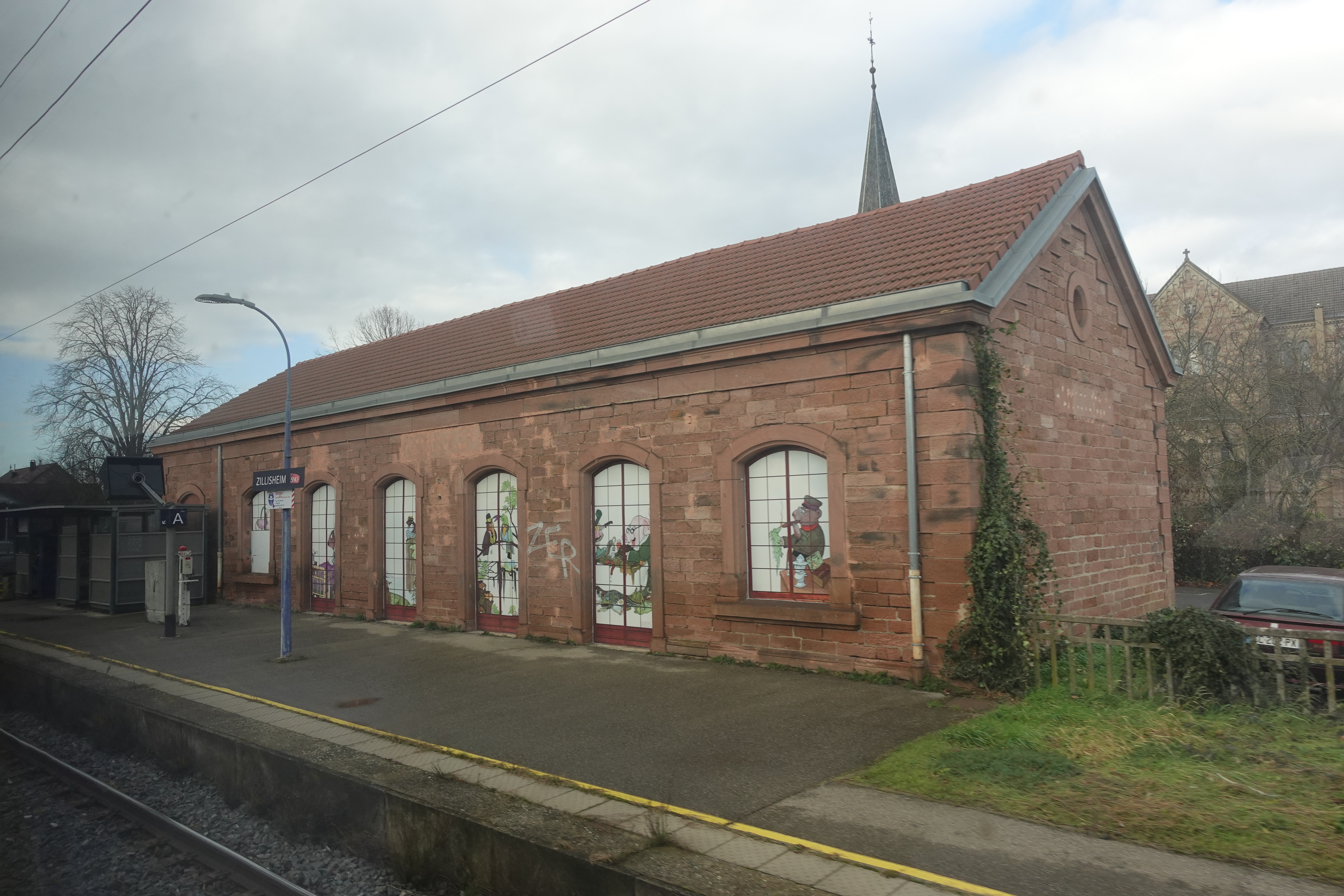
Bâtiment de la gare (2024).

## Fréquentation
De 2015 à 2024, selon les estimations de la SNCF, la fréquentation annuelle de la gare s'élève aux nombres indiqués dans le tableau ci-dessous.
| Année     | 2015   | 2016   | 2017   | 2018   | 2019   | 2020   | 2021   | 2022   | 2023   | 2024   |
| --------- | ------ | ------ | ------ | ------ | ------ | ------ | ------ | ------ | ------ | ------ |
| Voyageurs | 33 298 | 32 455 | 33 699 | 36 631 | 39 973 | 24 257 | 22 296 | 24 942 | 35 233 | 41 379 |

## Service des voyageurs

### Accueil
Halte SNCF, c'est un point d'arrêt non géré (PANG) à entrée libre. Elle est équipée d'automates pour l'achat de titres de transport.

### Desserte
Zillisheim est desservie par des trains TER Grand Est, qui effectuent des missions entre les gares de Belfort et de Mulhouse-Ville. Environ 23 trains desservent quotidiennement la halte en semaine.

### Intermodalité
Un parking pour les véhicules et pour les vélos y est aménagé.